# Ololygon heyeri
Espèce
Synonymes
- Scinax heyeri (Peixoto & Weygoldt in Weygoldt, 1986)

Statut de conservation UICN

 DD  : Données insuffisantes
Ololygon heyeri est une espèce d'amphibiens de la famille des Hylidae.

## Répartition
Cette espèce est endémique de l'État d'Espírito Santo au Brésil. Elle se rencontre entre 650 et 700 m d'altitude dans les environs de Santa Teresa et de Domingos Martins,.

## Étymologie
Cette espèce est nommée en l'honneur de William Ronald Heyer.

## Publication originale
- Weygoldt, 1986 : Beobachtungen zur Ökologie und Biologie von Fröschen an einem neotropischen Bergbach. Zoologische Jahrbücher. Abteilung für Systematik, Ökologie und Geographie der Tiere, vol. 113, no 3, p. 429-454